# Фолксваген т-рок
Фолксваген т-рок градски је кросовер који производи немачка фабрика аутомобила Фолксваген од 2017. године.

## Историјат
Представљен је као концептни кросовер на сајму аутомобила у Женеви 2014. године. Првобитно је речено да се т-рок неће производити и да ће се уместо тога користити за тестирање будућих концепата за Фолксвагенове кросовере. Међутим, касније су рекли да концепт повезан са т-роком стиже у производњу. Т-рок је први пут представљен у Италији 23. августа 2017. године.
Његови главни ривали су Нисан џук, Рено каптур, Дачија дастер, Хјундаи кона, Ситроен Ц3 еркрос, Фијат 500X, Џип ренегејд, Опел кросленд икс, Мазда CX-3, Форд екоспорт, Сузуки витара, Тојота C-HR и Хонда HR-V. Позициониран је између већег тигуана и мањег т-кроса.
За европско тржиште т-рок се производи у португалској фабрици у Сетубалу, а за кинеско тржиште монтирање врши заједничка фабрика FAW-Volkswagen у Фошану. Т-рок неће бити заступљен у Северној Америци, Мексику, Аргентини и Русији, јер се на тим тржиштима продаје други модел звани тару.

### Опрема
Изграђен је на Фолксвагеновој MQB платформи, као голф, Сеат леон, Шкода октавија, Ауди А3.
Предњи део аутомобила има шестоугаону маску хладњака, на коју се надовезују фарови, чинећи јединствену визуелну целину. Дизајн овог дела возила употпуњен је специфичним лед дневним светлима. Купцима је омогућена опција за индивидуализацију аутомобила, па тако могу захтевати да кров буде у другој боји у односу на остатак возила, а у понуди су црна, браон и бела боја. При томе ц-стуб остаје у боји каросерије, што му даје занимљив визуелни ефекат. Стандардно је опремљен мултимедијалним системом са 6,5-инчним дисплејом, а уз доплату је доступан већи 8-инчни екран. Уз скупљи пакет опреме, нуди се и опција бежичне допуне смартфона, као и унапређени стерео систем са 300 вати и 8 канала. Међу додатним опцијама је и велики 11,7-инчни дигитални инструмент кластер, уместо стандардних аналогних инструмената испред возача, на којем се могу приказивати различити садржаји, укључујући и навигационе мапе. Основна запремина пртљажног простора је 445 литара, а може се повећати на 1.290 литара обарањем задњих седишта.
На европским тестовима судара 2017. године, т-рок је добио максималних пет звездица за безбедност.

### Кабриолет
Фолксваген је 14. августа 2019. године представио т-рок у кабриолет верзији, да би крајем исте године почела производња. Производи се у постројењу у Оснабрику, у Немачкој, као и модел Порше кајман. Т-рок кабриолет је један од ретких кросовера на тржишту са отвореним кровом. Базиран је на стандардној верзији, с тим што кабриолет има само двоја врата. Има веће међуосовинско растојање и шири је од стандардног модела, али с друге стране има мањи пртљажни простор од обичног модела. Платнени покретни кров може се спуштати и подизати и у вожњи, али само до брзине од 30 km/h. Доступан је са два најслабија бензинска мотора, основну верзију покреће троцилиндарски мотор од једног литра са 115 КС и шестостепеним мануелним мењачем. Снажнију верзију покреће четвороцилиндарски 1.5 TSI агрегат од 150 КС, са седмостепеним аутоматским мењачем. Обе верзије имају погон на предње точкове.

## Мотори
| Ознака      | Цилиндри/ вентили | Снага           | Максимални обртни момент | Мењачи              | Погон        | Максимална брзина | Убрзање (0–100 km/h) |
| Бензин      | Бензин            | Бензин          | Бензин                   | Бензин              | Бензин       | Бензин            | Бензин               |
| ----------- | ----------------- | --------------- | ------------------------ | ------------------- | ------------ | ----------------- | -------------------- |
| 1.0 TSI 115 | 3/12              | 85 kW / 115 КС  | 200 Nm                   | 6 мануелни          | предњи       | 185 km/h          | 10,1 сек.            |
| 1.5 TSI 150 | 4/16              | 110 kW / 150 КС | 250 Nm                   | 6 мануел. / 7 аутмт | предњи / 4х4 | 204 km/h          | 8,4 сек.             |
| 2.0 TSI 190 | 4/16              | 140 kW / 190 КС | 320 Nm                   | 7 аутоматик         | 4х4          | 216 km/h          | 7,2 сек.             |
| 2.0 TSI R   | 4/16              | 221 kW / 300 КС | 400 Nm                   | 7 аутоматик         | 4х4          | 250 km/h          | 4,9 сек.             |
| Дизел       |                   |                 |                          |                     |              |                   |                      |
| 1.6 TDI 115 | 4/16              | 85 kW / 115 КС  | 250 Nm                   | 6 мануелни          | предњи       | 187 km/h          | 10,7 сек.            |
| 2.0 TDI 150 | 4/16              | 110 kW / 150 КС | 320 Nm                   | 6 мануел. / 7 аутмт | предњи / 4х4 | 200 km/h          | 8,4 сек.             |
| 2.0 TDI 190 | 4/16              | 140 kW / 190 КС | 400 Nm                   | 7 аутоматик         | 4х4          | 216 km/h          | 7,2 сек.             |

## Галерија
- Предњи део
- Задњи део
- Унутрашњост